# Будка 103 км
Будка 103 км — бывший населённый пункт (тип: железнодорожная будка) в Почепском районе Брянской области в составе Гущинского сельского поселения.

## География
Находится в центральной части Брянской области на расстоянии приблизительно 14 км на запад-юго-запад по прямой от районного центра города Почеп у железнодорожной линии Унеча-Почеп. 

## История
На карте 1941 года отмечена как безымянная железнодорожная будка. Как населённый пункт упоминается со второй половины XX века. Несмотря на то, что согласно энциклопедическому словарю «Населённые пункты Брянского края» будка опустела в 1999 году, постоянное население здесь было учтено в 2002 году. Исключена из учётных данных в 2022 году.

## Население
Численность населения: 8 человек (русские 100 %) в 2002 году, 0 в 2010.